# Penápolis
Penápolis – miasto i gmina w Brazylii, w stanie São Paulo. Znajduje się w mezoregionie Araçatuba i mikroregionie Birigui.
W mieście ma siedzibę klub piłkarski CA Penapolense.